# Biofacja
Biofacja – facja wyróżniona na podstawie zawartych w osadzie szczątków organicznych.
Jest to zespół cech paleontologicznych odróżniających od siebie osady tego samego wieku.